# Château de Rattendael
Le château de Rattendael, (en néerlandais : Kasteel Rattendaal) est un château situé dans le village belge de Leeuw-Saint-Pierre.

## Histoire
La plus ancienne mention connue de Rattendael remonte à un acte de 1290, dans lequel Mathilde van Rattendaele fait don de sa maison à Rattendael. Vers 1600, le domaine devient la propriété de Thierry Vanderbeken, seigneur d'Ophem et trésorier général des États du Brabant. Sa fille Anne épouse le chevalier Karel Triest, membre du Conseil des Flandres, qui le transmet à son propre fils, Jan Karel Triest, chanoine de Saint-Bavon de Gand, qui acquiert également le Hof te Zellick voisin.
Le 5 août 1658, Hovyne, président du Conseil privé, acquiert l'ensemble, composé du domaine de Rattendael et de la ferme adjacente, le Hof van Zellick, qui comprend alors 71 lots de prairies et de champs. Une représentation de l'ancien ensemble peut être trouvée dans le livre de cartes de l'abbaye de la Cambre de 1719 et montre une ferme fermée autour d'une cour divisée avec une chapelle dans le coin sud-est et une extension perpendiculaire supplémentaire au nord-ouest. Cette dernière aile se composait de deux constructions en forme de tour, vraisemblablement comme une relique de l'ancienne résidence (du château), et donnait sur un étang. L'agencement des bâtiments, composé du château et du "pagthof", a été grossièrement conservé jusqu'au premier quart du XIXe siècle, comme en témoigne le plan cadastral primitif de 1826, mesuré et dessiné par J.L. Voncken. Le jardin géométrique du XVIIIe siècle avec un étang a été remplacé par un jardin à l'anglaise.
Vers la fin du XVIIIe siècle, l'ensemble est entré en possession de la famille van der Dilft, derniers seigneurs de Leeuw. Antoine van der Dilft, maire et plus important propriétaire foncier de Leeuw-Saint-Pierre, fait reconstruire le château vers 1836 sur les plans d'August Desfossés. Vers 1840, le parc de 12 hectares est réaménagé sur un dessin du peintre paysagiste bruxellois Henri Van Assche.
Le domaine devient la propriété du comte de Villers en 1844, puis du baron Albert de T'Serclaes et de son épouse la baronne Eugénie de Molina, en 1894. Le baron de T'Serclaes remanie profondément le château, qui connaîtra d'importants dommages durant la guerre.